# Universitat Federal de Bahia
La Universitat Federal de Bahia (en portuguès: Universidade Federal da Bahia,UFBA) és la major universitat de l'estat de Bahia, amb seu a la ciutat de Salvador, i amb dos campis avançats en l'interior de l'estat, estant un localitzat a la ciutat de Barreiras i un altre a Vitória da Conquista. El 2009 tenia 113 opcions de curs, sent 97 cursos de graduació en els dos campus de la capital, onze a Barreiras i cinc a Vitória da Conquista (2009), a més de 71 programes de postgrau (41 de doctorat, 58 de màster acadèmic i 7 de màster professional).